# Вегалта Сендай
Вегалта Сендай (яп. ベガルタ仙台, Вегалта Сендай) — японський футбольний клуб з міста Сендай, який виступає в Джей-лізі.